# Jakob der Lügner
Jakob der Lügner ist ein 1969 veröffentlichter Roman von Jurek Becker. Er gilt als eines der erfolgreichsten Bücher der DDR-Literatur. Der darauf basierende Film war die einzige Filmproduktion der DDR, die für einen Oscar nominiert wurde.

## Inhalt

### Erzählsituation
Der anonyme, 1921 geborene Ich-Erzähler ist einer von wenigen Überlebenden eines namenlosen Ghettos. (Becker wuchs im Ghetto von Łódź – im Zweiten Weltkrieg auch Litzmannstadt genannt – auf. Das geschilderte Ghetto steht für das Beispiel eines Ghettos allgemein.) Er erzählt im Jahre 1967, um seine eigene Vergangenheit zu bewältigen, nach vielen vergeblichen Versuchen das erste Mal die vollständige Geschichte seines Freundes Jakob Heym, mit dem er sich zeitgleich im Ghetto befunden hatte. Die Geschehnisse schildert er aus eigener Erinnerung oder anhand von Recherchen, Informationslücken füllt er mit Gedanken und „möglichen“ Geschehnissen.
Personen, Situationen oder Orte werden wechselweise aus erinnernder Ich-Perspektive und als Nacherzählung der vielfältigen Berichte – oft mit einem Wechsel in eine personale Erzählweise und fiktiven Ergänzungen – dargestellt. So schildert der Erzähler z. B. das, was er selbst dachte, als Herschel Schtamm sein Leben aufs Spiel setzt, indem er den im Zug sitzenden Deportierten die Nachricht vom raschen Vorrücken der Russen überbringt: „… Ich weiß nicht warum, aber denke in diesem Augenblick an Chana [seine tote Frau]“.
Auch erzählt er von seinen Recherchen, die er nach dem Krieg zur Geschichte Jakob Heyms angestellt hat. Zudem stellt er dem Leser zwei verschiedene Enden zur Verfügung, weil ihm die Wahrheit (die letztliche Deportation der Juden aus dem Ghetto), vor allem im Kontext seiner Geschichte, nicht gefällt.

### Handlung
In dem Roman Jakob der Lügner wird aus auktorialer Erzählperspektive vorwiegend das Leben der Juden in einem Ghetto während der letzten Wochen vor seiner Räumung geschildert. Zunächst aber erklärt der Erzähler seine eigene Lage und erinnert sich an „Bäume“, die für ihn persönlich zu einem wichtigen Gegenstand werden – so sind etwa Bäume im Ghetto verboten, seine Frau Chana starb unter einem Baum usw.
Die eigentliche „Geschichte“ beginnt mit einem Vorfall, bei welchem der Hauptfigur Jakob Heym von einem Posten befohlen wird, sich im Revier der Deutschen zu melden, da er die Ausgangssperre missachtet habe. Dort erfährt er beiläufig aus einem Radio, dass die Rote Armee bereits bis kurz vor die Stadt Bezanika vorgerückt ist, und wird vom Wachhabenden, bei dem er sich melden muss, entlassen. Sonst kam nie ein Ghettobewohner wieder zurück, nachdem er im Revier gewesen war; Jakob war der erste, der entlassen wurde.
Jakob arbeitet mit einigen anderen Ghetto-Bewohnern zusammen auf einem Güterbahnhof. Als sein Arbeitskollege Mischa wegen des Hungers Kartoffeln stehlen will, die in einem Container auf dem Bahnhof gelagert sind, versucht Jakob ihn abzuhalten, da ihm bewusst ist, dass Mischa entdeckt werden könnte. Zunächst versucht Jakob, Mischa die Wahrheit zu erzählen, doch dieser schenkt ihm keine Aufmerksamkeit und bleibt entschlossen, die Kartoffeln zu stehlen. Im letzten Moment stoppt Jakob ihn mit der Lüge, er besäße ein Radio. Er erzählt diese Lüge jedoch nur, weil er denkt, niemand würde ihm glauben, dass er heil aus dem Revier gekommen ist. Diese Lüge glaubt Mischa und er sieht vom Diebstahl der Kartoffeln ab.
Obwohl Jakob mit dieser Notlüge wahrscheinlich das Leben seines Freundes gerettet hat, geht er dadurch zugleich ein unabsehbares Risiko ein, denn der Besitz eines Radios ist den Juden im Ghetto bei Todesstrafe verboten. Mischa kann die Neuigkeit nicht für sich behalten. Schon am Vormittag verbreitet sie sich unter den Arbeitern, sodass Jakob beim Mittagessen von Kowalski, einem alten Freund, darauf angesprochen wird.
Abends besucht Jakob Lina, ein Waisenkind, dessen Eltern von der Gestapo abgeholt worden waren, als sie, wie der Erzähler mutmaßt, gerade im Hinterhof spielte. Jakob, der sich um sie kümmert, beschließt, sie nach der Zeit im Ghetto zu adoptieren. Lina leidet an Keuchhusten und wird von Prof. Kirschbaum, einem Kardiologen, behandelt.
Mischa besucht in seiner Euphorie zudem seine Freundin Rosa Frankfurter, um ihr und ihrer Familie die gute Nachricht mitzuteilen. Um ihre skeptischen Eltern zu überzeugen, die durch die aussichtslose Lage im Ghetto in Lethargie verfallen sind, macht er Rosa einen Heiratsantrag und erzählt, Jakob besitze ein Radio und die Russen seien bis Bezanika vorgerückt. Rosas Vater Felix Frankfurter war vor dem Krieg Schauspieler in einem Theater. Als er von der Gefahr durch Jakobs Radio erfährt, zerstört er sein eigenes, im Keller aufbewahrtes aus Angst, die Deutschen könnten es bei einer Durchsuchung bei ihm finden.
Die Lüge um das Radio bringt für Jakob selbst Vor- und Nachteile. Zwar ist er im Ghetto beliebt und er hat bei der körperlich schweren Arbeit stets einen kräftigen Kumpanen zur Seite stehen; andererseits halten andere Bewohner, etwa der fromme Herschel Schtamm, das Radio für gefährlich, da sie vermuten, dass die SS von dem Radio erfahren und das ganze Ghetto durchforsten könnte. Jakob muss – was er als sehr anstrengend empfindet – immer neue Informationen über den Vormarsch der Russen erfinden. Er tut dies, weil er bemerkt, welche Wirkungen von seiner Lüge ausgehen; sie wird zum zentralen Inhalt und zur lebensbestimmenden Hoffnung der Ghettobewohner. Sie beginnen die Gegenwart zu vergessen und an eine baldige Veränderung der Verhältnisse zu glauben. Sie denken auch an eine Zukunft außerhalb des Ghettos: „Alte Schulden beginnen eine Rolle zu spielen“, „Töchter verwandeln sich in Bräute“ und „die Selbstmordziffern sinken auf Null“.
Ein Stromausfall verschafft Jakob eine kurze Pause, doch nach der Wiederherstellung des Stroms fühlt er wieder den Druck der Ghettobewohner, sein Radio wieder zu verwenden.
Um an weitere, „echte“ Informationen zu gelangen, klaut Jakob eine zu Klopapier zerrissene Zeitung aus einer Toilette, die den deutschen Wachsoldaten vorbehalten ist. Erwischt zu werden, bedeutet den sicheren Tod, und Jakob entkommt nur durch ein Ablenkungsmanöver seines Freundes Kowalski. Doch der Informationsgehalt der Zeitungsschnipsel ist sehr mager. Er beschließt, sein Radio „sterben“ zu lassen, und behauptet, es sei plötzlich kaputtgegangen.
Am Abend des gleichen Tages besucht ihn Kowalski, der aufgrund des Ablenkungsmanövers Verletzungen davongetragen hat. Jakob versucht zwar, Kowalskis Informationsdrang auszuweichen, doch spricht Kowalski das Radio direkt an. Lina bekommt diese Unterhaltung mit und erfährt so von dem Radio; sie drängt danach, es zu sehen.
Während der Arbeit am Verladebahnhof am nächsten Tag hört Herschel Schtamm Stimmen aus einem Waggon, in dem sich Menschen befinden, die offenbar in ein Vernichtungslager transportiert werden sollen. Der sonst so ängstliche Schtamm geht zum Waggon und spricht den Todeskandidaten Hoffnung auf eine vermeintlich bevorstehende Befreiung zu. Dabei wird er von einem Posten erschossen. „Er wollte Hoffnung weitertragen und ist daran gestorben“. Jakob fühlt sich für Schtamms Tod verantwortlich, da er ihn mit seiner „Radiolüge“ zum Heldentum verleitet hat. Als Jakob nach Hause kommt, erwischt er Lina, wie sie sein Zimmer nach dem Radio durchsucht. Die Situation spitzt sich zu, als Kowalski einen Rundfunkmechaniker überredet, das Radio zu reparieren. In dieser Notlage behauptet Jakob kurzerhand, das Radio sei wieder in Ordnung, und beginnt von nun an, großzügiger zu lügen, um die Hoffnung der Ghettobewohner aufrechtzuerhalten.
Doch die Lüge um das Radio beginnt immer mehr auf Jakob zu lasten. Er leitet die neugierige Lina in den Keller, um ihr das Radio zu „zeigen“ – allerdings sieht sie es dabei nicht, sondern hört es lediglich. Jakob inszeniert ein Interview mit Winston Churchill.
Als „Märchenonkel“ im Radioprogramm erzählt Jakob Lina ein Märchen, in dem eine Prinzessin erkrankt und nur gerettet werden kann, wenn ihr jemand eine Wolke bringt. Alle „rationalen“ Versuche, tatsächlich eine Wolke zu beschaffen – etwa, indem man einen Turm bis in den Himmel baut und versucht, eine Wolke einzufangen – scheitern. Als der Gärtnerjunge von der Erkrankung und dem Wunsch der Prinzessin – seiner Spielgefährtin – erfährt, schenkt er ihr eine „Wolke“ aus Watte, woraufhin sie wieder gesund wird. Die unbedarfte Lina, die nie eine Schule besuchen konnte und nicht weiß, dass Wolken nicht aus Watte bestehen, erfasst den tieferen Sinn des Märchens nicht: Nicht die Wahrheit „heilt“ die Menschen, sondern das, was sie für die Wahrheit halten.
Prof. Kirschbaum besucht Jakob und konfrontiert ihn mit den Gefahren des Radiobesitzes. Jakob verteidigt sich, indem er auf den Umstand hinweist, dass sich, seitdem das Radio sendet, im Ghetto niemand mehr umgebracht habe. Kirschbaum wird kurze Zeit später abgeholt, damit er Sturmbannführer Hardtloff behandelt, der idyllisch außerhalb des Ghettos lebt. Kirschbaum vergiftet sich auf der Autofahrt, um Hardtloff nicht helfen zu müssen.
Als Jakob nach der Deportation der Eltern Rosas, der Verteidigung vor Rosa durch Linas Lügen und der Deportation von Elisa Kirschbaum, der Schwester von Prof. Kirschbaum, seelisch schwer angeschlagen ist und Kowalski die Radiolüge beichtet, erhängt sich Kowalski. Jakob wird eindringlich bewusst, wie viel von seinem Bestehen oder Versagen abhängt. Sein Gewissen und die Schuld an Kowalskis Tod motivieren ihn, weitere Lügen zu erfinden und Hoffnung zu spenden.
Als die Bewohner einiger Straßen im Ghetto bereits in Vernichtungslager deportiert werden, zeichnet sich ein Ende des Lagers ab. Der Erzähler bietet zwei verschiedene Enden an:
Im „fiktiven“ Ende wird Jakob während eines Fluchtversuchs erschossen. Im gleichen Moment hört man die Geschütze der Roten Armee aufdonnern. Das Ghetto wird noch rechtzeitig befreit.
Im „realen“ Ende, das den historischen Tatsachen Rechnung trägt, erhängt sich Kowalski, und Jakob wird zusammen mit den anderen Bewohnern des Ghettos deportiert.
Auf der Zugfahrt wird das Motiv mit den Wolken aus Watte aufgegriffen und aufgelöst: Lina glaubt nach wie vor, dass Wolken aus Watte bestehen. Jakob gibt ihr zu verstehen, dass dies nicht den Tatsachen entspricht und der Prinzessin im Märchen die vermeintliche Wolke aus Watte nur deshalb helfen konnte, weil diese selbst an Wolken aus Watte glaubte. Somit gibt er das Motiv seiner „Lügen“ preis: „Der Witz ist, [die Prinzessin] dachte, Wolken sind aus Watte, und nur deswegen war sie mit der Watte zufrieden“.
Als Lina weiter fragt, woraus Wolken denn bestehen, entlässt der Erzähler Jakob aus der Verantwortung: Nicht Jakob muss Lina mit der Wahrheit konfrontieren – Wolken bestehen nicht aus Watte –, sondern der Erzähler übernimmt dies. Auf diese Weise ist es auch der Erzähler, der den Leser mit der Wahrheit konfrontiert: Die Insassen des Zuges „fahren, wohin [sie] fahren“ – ins Vernichtungslager.
Der Erzähler, der als einer der wenigen aus diesem Transport den Krieg überleben wird, vermutet, dass dies ein Grund dafür ist, dass Jakob ihm seine Geschichte erzählt hat. Nach dem Krieg stellt der Erzähler einige Nachforschungen zu der Geschichte von Jakob an und erzählt sie weiter.

## Figuren
Jakob Heymist der Protagonist. Er ist die unauffällige, fürsorgliche, anfangs gewissenhafte und hoffnungsstiftende Hauptperson des Romans. Er wird zum Lügner, weil er anfangs seinen Freund Mischa rettet, indem er ihm vorlügt, ein Radio zu besitzen. Schließlich muss er das Lügen fortsetzen, um die Hoffnung, die seine Lüge erzeugt hat, durch erfundene Radionachrichten zu erhalten. Gegen Ende gibt er die Lüge gegenüber Kowalski zu.
Kowalskiist ein „ehemaliger Freund“ Jakobs. Er erscheint wieder in seinem Leben, als er erfährt, dass Jakob ein Radio besitzt. Vor dem Krieg, als die Nationalsozialisten Polen noch nicht besetzt hatten, hatten sie eine Abmachung getroffen: Kowalski durfte gratis in Jakobs Diele essen und Jakob kostenlos in Kowalskis Friseurladen kommen. Die „Freundschaft“ zwischen den beiden ist eher oberflächlich, da hauptsächlich materielle Interessen im Vordergrund stehen. Er ist geschwätzig und hinterlistig, rettet jedoch im Verlauf der Handlung Jakobs Leben. Später erhängt er sich, als er erfährt, dass das Radio nicht existiert.
Linaist ein Waisenkind, dessen Eltern von der Gestapo abgeholt wurden; sie lebt auf dem Dachboden in Jakobs Haus. Beschrieben wird sie als intelligentes, pfiffiges, neugieriges, skeptisches und reifes acht Jahre altes Mädchen.
Prof. Kirschbaumist Professor und Herzspezialist. Als respektierte Person kümmert er sich auch um Lina, indem er z. B. seine Lebensmittelmarken für sie opfert. Er wirft Jakob vor, falsche Nachrichten im Ghetto zu verbreiten, sieht jedoch auch, dass diese Nachrichten den Menschen Hoffnung bringen. Eines Tages wird er aufgefordert, den schwer erkrankten deutschen Oberbefehlshaber über das Ghetto, Hardtloff, ärztlich zu behandeln. Während der Autofahrt begeht er Selbstmord, indem er zwei Pillen einnimmt, welche angeblich Sodbrennen lindern sollen.
Mischaist ein junger Mann und ehemaliger Amateurboxer. Er ist Jakobs Arbeitskollege beim Kistenverladen auf dem Bahnhof. Er verrät Jakob, indem er weitersagt, dass dieser ein Radio besitze. Somit ist er der Auslöser für die Notlüge.
Rosa Frankfurterist die Freundin von Mischa. Sie ist ein einfühlsames, schlichtes, selbstloses Mädchen.
Herschel Schtammist der Zwillingsbruder von Roman. Er ist ein orthodoxer Jude, der seine langen Locken jeden Tag vor den Deutschen mithilfe einer Mütze versteckt. Herschel Schtamm denkt, das Radio bringe dem Ghetto Unglück. Er wird im Verlaufe des Romans erschossen, weil er versucht, die Nachricht des „Radios“ an Deportierte in einem Waggon weiterzugeben.
Roman Schtammist der ältere Bruder von Herschel. Nachdem Herschel ermordet wurde, gibt er Jakob das Gefühl, dass er Schuld am Tod seines Bruders sei.

## Ort des Geschehens
Die Geschichte Jakobs spielt in einem fiktiven Ghetto in Polen, welches den zahlreichen Ghettos des von deutschen Truppen besetzten Polens nachempfunden ist. Der Name der polnischen Stadt wird im Buch nicht erwähnt, aber für ein fiktives Ghetto spricht, dass viele andere im Buch erwähnte Ortsnamen wie Bezanika, Mielworno, Pry oder Kostawaka frei erfunden sind. Trotz allem bezieht sich der Erzähler auch auf historische Fakten, wie zum Beispiel den Aufstand im Warschauer Ghetto. Da das Ghetto Lodz eine wichtige Rolle in Jurek Beckers Biographie spielt, liegt die Vermutung zwar nahe, dass ihm das Ghetto des Buches nachempfunden ist, deutliche Hinweise wie Ortsbeschreibungen oder -bezeichnungen stimmen aber nicht mit denen in Lodz überein.

## Das Baum-Motiv
Bäume sind als Leitmotiv durchgängig im Roman zu finden. Der Erzähler verbindet zahlreiche Erinnerungen mit Bäumen, z. B. dass sein Berufswunsch, Geiger zu werden, durch einen Sturz von einem Baum verhindert wurde, dass er unter einem Baum „zum Mann wurde“ und dass seine Frau unter einem Baum erschossen wurde. Das Motiv des Baumes, das häufig mit der Bedeutung Leben konnotiert ist, wird hier auch in gegensinniger Weise als Symbol für den Tod verwendet. Es verknüpft als Gestaltungselement in kontrastiver Weise Zeit- und Handlungsstränge, indem gerade im Ghetto, einem Ort des Todes ein Baumverbot besteht. Am Ende des Buches betrachtet der Erzähler die vorbeiziehenden Bäume. Hier stehen Bäume für die Hoffnung, dass die Schreckenszeit vergeht (Winter → Frühling), aber auch für die Natürlichkeit, die dem Ghetto fehlt.

## Entstehungsgeschichte

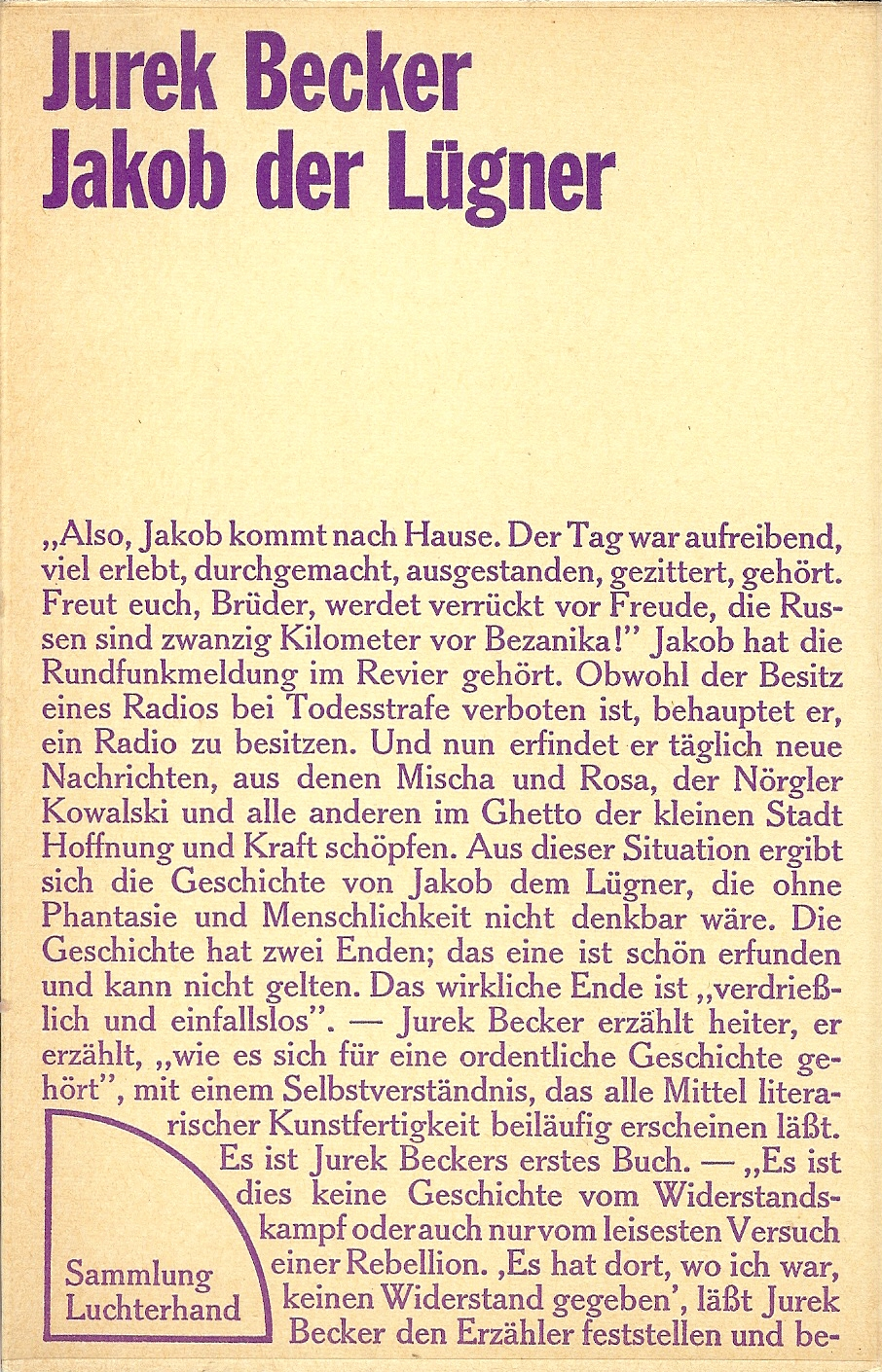
Jakob der Lügner, 1970 (Eröffnungsband der Reihe: Sammlung Luchterhand)

Jakob der Lügner war ursprünglich als Kinofilm angelegt. 1963 wurde Beckers Exposé von der DEFA angenommen. Er arbeitete dann zwei Jahre an dem Drehbuch, das im Februar 1966 in den Produktionsplan der DEFA aufgenommen wurde. Die Produktion wurde jedoch noch vor Beginn der Dreharbeiten im Sommer 1966 abgebrochen, nachdem der beteiligte Regisseur Frank Beyer für seinen Film Spur der Steine von der staatlichen Zensur aus der DEFA verbannt wurde und jahrelang nicht mehr an Filmproduktionen arbeiten durfte.
In den folgenden Jahren arbeitete Becker den Stoff zum Roman um, der schließlich 1969 in der DDR beim Aufbau Verlag und 1970 in der Bundesrepublik beim Luchterhand-Verlag (als Eröffnungsband der Reihe Sammlung Luchterhand) erschien.
1971 wechselte Beckers West-Lektorin Elisabeth Borchers vom Luchterhand-Verlag zu Suhrkamp. Da Becker großen Wert auf die Arbeit mit Borchers legte, wechselte er ebenfalls zu Suhrkamp, der dann zeitlebens sein Verlag blieb. Seit 1976 wird auch Jakob der Lügner von Suhrkamp verlegt.
Aufgrund des Roman-Erfolgs wurde die Kinoproduktion bei der DEFA unter der Regie von Frank Beyer wieder aufgenommen. (Dies war Beyers erste Kinoproduktion seit „Spur der Steine“.) Der 1974 erschienene Film Jakob der Lügner ist die einzige DDR-Produktion, die jemals für einen Oscar nominiert war.
2002/2003 wurde Jakob der Lügner als eines von 50 Büchern der ZEIT-Schülerbibliothek ausgewählt und von jeweils zwei Schülern, Lehrern, Schriftstellern und Redakteuren rezensiert.

## Ausgaben
Es existiert eine Vielzahl von Ausgaben mit einer Gesamtauflage von  mehr als 150.000 Exemplaren und Übersetzungen in 26 Sprachen, unter anderem auch in Chinesisch, Hebräisch und Persisch.
Deutschsprachige Ausgaben
1990 waren 11 Auflagen in der DDR und 18 in der Bundesrepublik erschienen.
- Jakob der Lügner. Aufbau-Verlag Berlin / Weimar 1969, Erstausgabe; Neuauflage (= 3. Auflage) 1975
- Jakob der Lügner. Luchterhand, Neuwied 1970.  Erste Veröffentlichung in der BRD, 7. Auflage 1975
- Jakob der Lügner, Volk und Wissen, Berlin 1971, eine Auflage
- Jakob der Lügner, Bertelsmann, 1975?, Lizenzausgabe für Mitglieder der Buchgemeinschaft
- Jakob der Lügner. Suhrkamp, Frankfurt am Main 1976, 10. Auflage 1990
- Jakob, der Lügner. Hinstorff, Rostock 1976, 7. Auflage 1984
- Jakob der Lügner, Reclam, Leipzig 1988 (= Reclams Universalbibliothek 1218), Taschenbuchausgabe
- Jakob der Lügner. Suhrkamp, Berlin 2017, ISBN 978-3-518-46809-8.

## Bearbeitungen

### Verfilmungen
- 1974 entstand der gleichnamige Film von Frank Beyer, von der DEFA in Zusammenarbeit mit dem Fernsehen der DDR. Er war der einzige Film der DDR, der für den Oscar in der Kategorie bester ausländischer Film nominiert wurde.
- Eine amerikanische Neuverfilmung erfolgte 1999 mit Robin Williams als Jakob und Armin Mueller-Stahl (der bereits bei der  Verfilmung 1974 als Roman Schtamm mitgewirkt hatte). In der Hollywood-Verfilmung werden die Nazis als von Natur aus böse dargestellt, wie es im Buch nicht der Fall ist. Ferner wurde das Ende verändert. In der Neuverfilmung stirbt Jakob Heym als Märtyrer, indem er durch die Nazis erschossen wird. Er widerruft seine Nachricht von den Russen nicht.

### Hörspiele
- 1973 Jakob der Lügner,  Rundfunk der DDR; Bearbeitung (Wort): Wolfgang Beck; Regie: Werner Grunow, u. a. mit Gerry Wolff (Jakob Heym), Jochen Thomas (Kowalski) und Reinhard Michalke (Mischa)
- 2002: Jakob der Lügner,  WDR; Bearbeitung (Wort): Georg Wieghaus; Regie: Claudia Johanna Leist, u. a. mit Rudolf Wessely (Erzähler), Gerd Baltus (Jakob Heym) und Céline Vogt (Lina)

### Hörbücher
- Jurek Becker liest Jakob der Lügner, gekürzte Lesung. Litera, Berlin 1976 (Schallplatte, 60 Minuten).
- Jurek Becker liest Jakob der Lügner, gekürzte Lesung. Hörverlag, München 2007, ISBN 978-3-86717-113-7 (CD, 60 Minuten).
- Jurek Becker: Jakob der Lügner, gelesen von August Diehl. speak low, Berlin 2016, ISBN 978-3-940018-23-6 (Ungekürzte Ausgabe, 7 CDs)